# 光明院 (近江八幡市)
光明院（こうみょういん）は、滋賀県近江八幡市金剛寺町にある浄土宗の寺院。
山号は五濃山。
本尊は阿弥陀如来。
境内には、境内墓地、総墓(納骨供養塔)、
地蔵尊(寺伝によれば、旧金剛寺城域に存在したものとされる)、子安(水子)地蔵尊が奉安されている。

## 歴史
永禄年間、應誉明感上人により開山した。昭和34年（1959年）、火災により本堂焼失、昭和47年（1972年）、勲誉哲夫上人により本堂再建。

## 伽藍
- 本堂
- 山門
- 書院
- 庫裏
- 子安(水子)地蔵尊
- 総墓(納骨塔)

## アクセス
- JR東海道本線（琵琶湖線）および近江鉄道八日市線（万葉あかね線）近江八幡駅からあかこんバスで大手停留所下車。
- 同駅からから徒歩約20分。